# ビースト・オブ・ノー・ネーション
『ビースト・オブ・ノー・ネーション』（原題：Beasts of No Nation ）は、2015年に公開されたアフリカの内戦を題材にしたアメリカ合衆国のドラマ映画であり、悲惨な内戦を生き延びる少年を描いた作品である。日系人四世のキャリー・ジョージ・フクナガが脚本、撮影、監督をした。撮影はガーナで行われた。俳優はイドリス・エルバら起用。ウゾディンマ・イウェアラが2005年に執筆した同名の小説を原作としている。なお、この小説の題名はフェラ・クティのアルバム名からとられている。
本作は、第72回ヴェネチア国際映画祭の本選で上映され、マルチェロ・マストロヤンニ賞を受賞した。また、2015年のトロント国際映画祭の特別上演部門でも上映された。ネットフリックスにより日本を含む世界各国で配信され。2015年10月16日からは少数の劇場で限定的に公開された。

## あらすじ
西アフリカの小さな村に戦争が近づいていた。その村に、母、兄、赤ん坊の妹と暮らすアグーが本作の中心となるキャラクターである。アグーは思春期にもまだなっていない、ほんの子供である。母と妹は首都へと旅立つが、アグーと父親、兄、祖父は町に残る。しかし、政府軍にスパイの嫌疑をかけられ、アグーを除く全員が射殺された。アグーは茂みの中に逃げるが、すぐに自国の反乱軍の部隊に見つかる。彼らは最初アグーを殺そうとするが、少年兵として部隊に加わるよう、強制する。
新入りが部隊に加わるための血なまぐさい儀式として「コマンダント」とよぶ部隊の司令官は、アグーに丸腰の男を殺すように強いた。この殺人は、アグーが強制されることになる数多くの暴力行為の最初のものとなる。子供時代を無理やり終わりにさせられたアグーは、昔のことを思い出す。家族のこと、小さかったころのこと、聖書を毎日どんなふうに読んでいたかということ。アグーは自分が他の人を殺すもので神さまに憎まれるのではないかと恐れる。アグーはやがて唖の少年ストライカと友達になり、彼や反乱軍の仲間とともに、略奪、レイプ、殺人、飢餓といった戦争の罪と辛苦を経験する。
コマンダントは反乱軍の上官に会う。ダダ・グッドブラッドというの名のこの上官は、以前はコマンダントに将軍への昇進を約束しており、コマンダントに部隊を率いて首都へ向かうことを任せると約束していた。にもかかわらず、コマンダントを降格させ、これは見せかけの戦いであり、お前にできるのは服従だけだと言う。
アグーは時間の感覚を失い、今がいつなのかもわからなくなった。ただ、あの戦争の前は子供だったこと、そして、銃によるいつまでも終わらない審問を受けているような感覚の中で男になってしまったことだけを理解している。アグーは人殺しをやめたいと思うが、コマンダントに殺されることが怖くて、やめられない。
結局コマンダントは、部下を引き連れて反乱軍から離脱し、土地を押さえて鉱物資源を手中に収めた。新しく占領した土地で数か月にわたって金を掘り出そうとするが、むなしくも失敗に終わり、アグーの部隊は飢える。また、病気になる者も出て、弾薬も切れた。彼らはコマンダントを残して国連軍巡視団に投降する。アグーや子供たちは、戦争により心に傷を負った少年兵のためのリハビリ保護施設に送られる。アグーはカウンセラーに自分は怖いことをいくつか経験したと語るが、詳しいことは語ろうとしない。その代わりに自分はどれだけいい子だったか、どれだけいい家庭に生まれたか、どれだけ家族から愛されていたかを語る。海の中で泳ぎ戯れるほかの少年たちの中に、アグーがついに加わるシーンで幕を閉じる。

## 配役
2013年8月20日にイドリス・エルバがキャストに加わった。2014年6月6日にガーナの映画俳優、Ama K. Abebrese, Grace Nortey and David Dontoh がキャストに加わった。のちに、Opeyemi Fagbohungbe も加わった。
| 配役                                    | 俳優                                                       | 日本語吹替 |
| --------------------------------------- | ---------------------------------------------------------- | ---------- |
| アグー Agu                              | エイブラハム・アター Abraham Attah                         | 村瀬歩     |
| コマンダント Commandant                 | イドリス・エルバ Idris Elba                                | 西凛太朗   |
| 母ちゃん Mother                         | アマ・K・アベブルゼ Ama K. Abebrese                        |            |
| 父ちゃん Father                         | コビナ・アミッサ＝サム Kobina Amissa-Sam                   |            |
| ストリーカ Strika                       | エマニュエル・ニイ・アドム・ケイエ Emmanuel Nii Adom Quaye | 池田果奈子 |
| 副官 2nd I-C                            | カート・エジアワン Kurt Egyiawan                           | 北田理道   |
| グッドブラッド最高司令官 Dada Goodblood | ジュード・アクウダイク Jude Akuwudike                      | 野中秀哲   |
| 占い婆あ Old Witch Woman                | グレイス・ノーティー Grace Nortey                          |            |
| 言語療法士 Linguist                     | ディヴィッド・ドントー David Dontoh                        |            |
| ガズ軍曹 Sergeant Gaz                   | オペイェミ・ファグボフングベ Opeyemi Fagbohungbe           |            |

- その他の日本語吹き替え：土井真理／最上嗣生／杉浦慶子／橋本雅史／大西弘祐／寸石和弘／本多新也／大泊貴揮／橘潤二／星野貴紀／櫻井トオル／高橋大輔／小林親弘／佐野康之／高杉義充／丸山智行／三瓶雄樹／山本善寿／御沓優子／佐藤はな／吉田麻実／宮本誉之／沢海陽子／吉田健司

日本語版スタッフ：演出：前田茜、翻訳：大岩剛、制作：東北新社

## 制作

### 脚本・監督
キャリー・フクナガ。脚本を書き始めたときから数えて完成するまで7年がかかった。

### 資金集め
レッド・クラウン・プロダクションズがプライマリ・プロダクションズとパーリアメント・オブ・オウルと共同で資金集めを行い、製作した。2014年5月17日、マンモス・エンターテイメントと共に、パーティシパント・メディアが英語の協同資金協力委員会に入り、430万ドルを予算に計上したが、最終的に600万ドルかかった。

### 音楽
Dan Romer が映画の音楽のスコアを書いた。

### 撮影
2014年6月5日、ガーナのイースタン州でクランクインした。また、 Koforidua や Ezile Bay at Akwidaa で撮影が行われた。

## 公開
ネットフリックスが全世界での配給権を約1200万ドルで買った。2015年10月16日に映画館とオンライン・ストリーム・ビデオ等で同時リリースした。ただし、これは、従来の映画館配給後90日はオンラインリリースを行わないという慣行に反していると考えられたため、AMC Cinemas, Carmike Cinemas, Cinemark, and Regal Entertainment といった米国の四大配給会社が本作のボイコットをすると発表した。その結果、劇場公開は独立系の映画館での小規模な上映にとどまった。なお、英国でも同日公開された

### 批評
コマンダント役のエルバと主演のアターの演技を称賛する批評が特に多い。Rotten Tomatoes においては、102のレビューのうち、90%のレーティングを受け、平均で、8.0/10だった。同ウェブサイトでは、「脚本・監督のキャリー・フクナガは才能ある俳優たちに誇張がなく妥協もない演技を要求し、戦争で人命が犠牲になる映画ではあるが、それでもいくぶん希望を見出せるような映画作りをした」というような批評がみられる。Metacritic,では、29人の批評家より100点中79点を獲得し、「おおむね良いレビュー」を得た

### 論争
アグーが戦闘中に幻覚を引き起こすドラッグを飲むときの印象的なシーケンスについて、監督はアイルランドの芸術家、Richard Mosse の名前を適切にクレジットしていないと指摘されている。Mosse は、コンゴ民主共和国の若い兵士たちを赤外線でうつした2013年の写真とビデオ作品で知られる。フクナガ監督は彼の作品から再構成したと主張する者もいる。

### 受賞
| Awards                                 | Awards                       | Awards                       | Awards     | Awards |
| 賞                                     | カテゴリ                     | 受賞者又はノミネート者       | 結果       |        |
| -------------------------------------- | ---------------------------- | ---------------------------- | ---------- | ------ |
| 第72回ヴェネチア国際映画祭             | マルチェロ・マストロヤンニ賞 | エイブラハム・アタ           | 受賞       |        |
| 第72回ヴェネチア国際映画祭             | 金獅子賞                     |                              | ノミネート |        |
| 第20回カプリ・ハリウッド国際映画祭     | 監督賞                       | キャリー・ジョージ・フクナガ | 受賞       |        |
| 第20回カプリ・ハリウッド国際映画祭     | 助演男優賞                   | イドリス・エルバ             | 受賞       |        |
| 第20回カプリ・ハリウッド国際映画祭     | 撮影賞                       |                              | 受賞       |        |
| 第22回全米映画俳優組合賞               | 助演男優賞                   | イドリス・エルバ             | 受賞       |        |
| 第31回インディペンデント・スピリット賞 | 主演男優賞                   | エイブラハム・アタ           | 受賞       |        |
| 第31回インディペンデント・スピリット賞 | 助演男優賞                   | イドリス・エルバ             | 受賞       |        |
| 第31回インディペンデント・スピリット賞 | 作品賞                       |                              | ノミネート |        |
| 第31回インディペンデント・スピリット賞 | 監督賞                       | キャリー・ジョージ・フクナガ | ノミネート |        |
| 第31回インディペンデント・スピリット賞 | 撮影賞                       | キャリー・ジョージ・フクナガ | ノミネート |        |
| 第47回NAACP賞映画部門                  | 作品賞                       |                              | 未決定     |        |
| 第47回NAACP賞映画部門                  | 主演男優賞                   | エイブラハム・アタ           | 未決定     |        |
| 第47回NAACP賞映画部門                  | 助演男優賞                   | イドリス・エルバ             | 未決定     |        |

## エピソード
- 登場人物のキャスティング・オーディションをガーナではじめたものの、人が集まらなかったので、キャスティングメンバーは、地元の学校、教会、シェルター、サッカー場、孤児院などの子どもが集まりそうなところに自ら出向いて、アグー候補を探していたところ、とある金曜日の放課後にたまたまサッカーをしていたエイブラハム・アターをみつけて、彼に「映画にでてみないか？」と声をかけたという。最初、アターは、サッカーのスカウトのオーディションだと勘違いしたという。

- スクリーンテストの際に、「もし妹が誘拐されたら…」という設定でエイブラハム・アターにインプロのテストしてみたところ、彼が涙を流した。その表情をカメラ越しにみた監督のキャリー・フクナガが、「的確な演技のセオリーで指導すれば、この子なら主役をこなせる」と思ったという。

- イドリス・エルバは、フクナガとの電話での打ち合わせのみで出演をOKとしたという。

- ロケーション地の候補として、英語圏のナイジェリア、シエラレオネ、ガーナが挙がったが、ナイジェリアはプロダクション上の問題で、シエラレオネは、保険上の問題で候補からはずれ、最後に残ったオプション国であるガーナでの撮影になった。ガーナでは、実態に、本編のような内戦は起きていないが、ナイジェリアとシエラレオネで起きた内戦の実態に、ロケーション地であるガーナの文化と言葉を融合させて、脚本を再構成したという。

- フクナガ監督は、本来は撮影技師を担当する予定ではなかったのだが、技師が怪我をしたり、その他のハプニング続出のために急遽担当することになったという。

- ロケーション地のガーナでは、サッカーの試合が行われる日は地元で雇った撮影クルーが時間通りに撮影現場に現れなかったり、雨がいつ止むのか誰も分からなかったりして常に難航を極めたという。「毎日何かのトラブルが起きて、一時は我々撮影隊はまさに『沈みゆく舟』状態だった。もうこうなったら、誰かがこの撮影の進捗具合をドキュメンタリーにおさめてそれが売れてくれれば、とも思った」とフクナガは回想している。彼自身もガーナに到着して間もなくマラリアにかかったが「療養中に脚本の見直しや手直しに取り組めたのでまぁ悪くなかったかも」と冗談交じりに言っている。

- フクナガ監督はフランスの政治学院在学中に、ダイヤモンドなどの天然資源を争って勃発するアフリカの地域紛争を学び、そこでチャイルド・ソルジャーに興味を持ち、調べ始めたという。NYUの映画プログラムに入学願書を提出した際、チャイルドソルジャーについて触れたという。

- PRツアー中に、フクナガは日本食をエイブラハム・アターに作ってあげたのだが、「チキンとライスしか食べないエイブラハムには不評だった」と語っている。